# حشيشة المبارك البيضاء
حشيشة المبارك البيضاء (الاسم العلمي:Geum album) هي نوع غير مؤكد من النباتات تتبع جنس حشيشة المبارك من الفصيلة الوردية.